# Länsväg 332
Länsväg 332 går mellan riksväg 90 vid Lunde och E4 vid Herrskog, över Sandöbron. Den ansluter också till länsväg 334.

## Trafikplatser och korsningar
|  | Nr | Namn             | Skyltning                    |
|  | -- | ---------------- | ---------------------------- |
|  |    | i Lunde          | 90 Härnösand Vilhelmina      |
|  |    | Sandöbron        | 810 m längd, 264 m spännvidd |
|  |    | vid Klockestrand | Lugnvik                      |
|  |    | vid Lugnvik      | 334 Sollefteå                |
|  |    | Gallsätter       | E4 Haparanda Sundsvall       |

## Historia
Länsväg 332 infördes då Högakustenbron öppnades 1997, och vägen var E4 innan. Före 1962 fanns länshuvudväg 332 som gick Lunde–Kramfors–Sollefteå–Junsele–Hälla, som 1962 gavs namnet riksväg 90.